# Witkowo (gromada w powiecie gnieźnieńskim)
Witkowo – dawna gromada, czyli najmniejsza jednostka podziału terytorialnego Polskiej Rzeczypospolitej Ludowej w latach 1954–1972.
Gromady, z gromadzkimi radami narodowymi (GRN) jako organami władzy najniższego stopnia na wsi, funkcjonowały od reformy reorganizującej administrację wiejską przeprowadzonej jesienią 1954 do momentu ich zniesienia z dniem 1 stycznia 1973, tym samym wypierając organizację gminną w latach 1954–1972.
Gromadę Witkowo z siedzibą GRN w mieście Witkowie (nie wchodzącym w skład gromady) utworzono – jako jedną z 8759 gromad na obszarze Polski – w powiecie gnieźnieńskim w woj. poznańskim, na mocy uchwały nr 19/54 WRN w Poznaniu z dnia 5 października 1954. W skład jednostki weszły obszary dotychczasowych gromad Chłądowo, Folwark, Małachowo i Mąkownica, ponadto miejscowości Kołaczkowo i Witkówko z dotychczasowej gromady Kołaczkowo oraz miejscowość Dębina z dotychczasowej gromady Ruchocinek – ze zniesionej gminy Witkowo w tymże powiecie. Dla gromady ustalono 15 członków gromadzkiej rady narodowej.
1 stycznia 1962 do gromady Witkowo włączono obszary zniesionych gromad Gorzykowo (bez miejscowości Karsewo) i Mielżyn w tymże powiecie.
4 lipca 1968 do gromady Witkowo włączono obszar zniesionej gromady Sokołowo w tymże powiecie.
Gromada przetrwała do końca 1972 roku, czyli do kolejnej reformy gminnej.  1 stycznia 1973 w powiecie gnieźnieńskim reaktywowano gminę Witkowo.